# Winchester Bay
Winchester Bay – jednostka osadnicza w Stanach Zjednoczonych, w stanie Oregon, w hrabstwie Douglas, nad Oceanem Spokojnym.